# حيدر الصدر
حيدر الصدر (1891 – 1937) من العلماء الشيعة ينتهي نسبه إلى الإمام موسى الكاظم، ولد بمدينة سامراء العراقية وتوفي في الكاظمية، وهو والد محمد باقر الصدر، كما أشاد العلماء عليه ما يكشف عن مكانته.

## اسمه ونسبه
حيدر بن إسماعيل بن صدر الدين محمّد بن صالح الموسوي العاملي، وينتهي نسبه إلى إبراهيم الأصغر ابن الإمام موسى الكاظم.

## حياته العلمية
كان حيدر المرجع الديني الأعلى في عصره. توفي في الكاظمية، العراق عام 1937 وترك ثلاثة أطفال هم: إسماعيل والد حسين إسماعيل الصدر ومحمد باقر الصدر والد أسماء زوجة مقتدى الصدر ومحمد جعفر الصدر وآمنة (بنت الهدى).

## وصلات خارجية
- موقع الإمام موسى الصدر